# أفرو
أفرو (بالإنجليزية: Avro)‏ هي شركة بريطانية سابقة لصناعة الطائرات. تأسست في 1910. يقع مقرها في مانشستر الكبرى، المملكة المتحدة.
تشمل تصاميمها طائرة أفرو 504 والتي استخدمت كطائرة تدريب في الحرب العالمية الأولى، وطائرة أفرو لانكاستر، التي تعد واحدة من أشهر القاذفات البارزة في الحرب العالمية الثانية، والطائرة ذات الجناح دلتا أفرو فولكان، والمصممة خلال فترة الحرب الباردة .